# 반짝이는 워터멜론
《반짝이는 워터멜론》은 2023년 9월 25일부터 2023년 11월 14일까지 방송되었던 tvN 월화 드라마였다.

## 프로그램 소개
음악에 천부적인 재능을 타고난 코다(CODA, 청각 장애인 부모 아래서 태어난 청인 자녀) 소년이 수상한 악기점을 통해 낯선 공간에 불시착하게 되고 그 곳에서 만난 수상쩍은 청춘들과 함께 밴드 '워터멜론 슈가'를 결성하게 되면서 벌어지는 판타지 청춘 드라마

## 제작진

### 제작사
- 스튜디오드래곤

### 제작
- 김희열
- 박상현

### 극본
- 진수완

### 연출
- 손정현
- 유범상

## 등장 인물
- (†) 표시는 드라마 상에서 최종적으로 사망한 인물이다.

### 주요 인물
- 려운 : 하은결 (18세, 남) 역 - 비밀스런 모범생, 은호의 남동생. 이찬과 청아의 아들로 코다. 그룹 스파인9 멤버
- 최현욱 : 하이찬 (18세, 남) 역 - 유쾌한 레트로 보이. 은결의 친아버지. 교통사고로 청각장애인. 워터멜론 슈가의 프론트맨.
- 설인아 : 온은유 (18세, 여) 역 - 세경과 지환의 딸. 첼로전공.
- 신은수 : 윤청아 (18세, 여) 역 - 침묵의 섬에 갇혀버린 도도한 얼음공주. 청각장애인. 은결의 친어머니.
- 설인아 : 최세경 (18세, 여) 역 - 만인의 여신, 만인의 뮤즈. 21세기 용어로 말하자면, 당시 강북 일대에 소문난 얼짱 예고생.

### 밴드 멤버들
- 안도규 : 오마주 (18세, 남) 역 - 밴드 매니저, 이찬의 소꿉친구. 달팽이 하숙집의 스티브 잡스. 정보 수집, 인맥 관리와 활용, 기획과 협상의 달인.
- 윤재찬 : 강현율 (18세, 남) 역 - 천재 베이시스트, 나사 풀린 천재 베이시스트.
- 이하민 : 이시국 (18세, 남) 역 - 지옥에서 온 드러머, 교회 오빠지만 성령보다 록스피릿이 충만한 록생록사. 밴드 내 애칭은 '망국이'.
- 이수찬 : 노세범 (18세, 남) 역 - 실력파 건반, 클래식 피아노 전공으로 조기 유학을 다녀온(실패하고 돌아온) 실력파. 밴드 내 애칭은 '수부지(수분 부족형 지성)' 또는 줄여서 '수지'.

### 은결이네
- 최원영 : 성인 하이찬 (46세, 남) 역 - 정의로운 오지라퍼, 은호와 은결의 아버지. 청각장애인.
- 서영희 : 성인 윤청아 (46세, 여) 역 - 유쾌하고 명랑한 어머니, 은호와 은결의 어머니. 청각장애인.
- 봉재현 : 하은호 (19세, 남) 역 - 은결의 형, 청각장애인.

### 달팽이 하숙집
- 고두심 : 고양희 (60대 후반) 역 - 이찬의 할머니이자 달팽이 하숙집 쥔장. 은호와 은결의 증조할머니
- 이석형 : 정발산 (23세, 남) 역 - 의상디자인학과 복학생.

### 은결의 인연들
- 천호진 : 비바 할아버지 (60대 초반, 남) (†) 역 - 악기점 비바 뮤직의 사장님, 은결에게 기타와 음악을 처음 가르쳐준 스승이자 멘토. 세경의 친아버지. (특별 출연, 1회 ~ 2회, 15회 ~ 16회)
- 정상훈 : 마스터 / 비바 할아버지 (남) 역 - 신원미상, 수상한 악기점 '라비다 뮤직'의 마스터.
- 이소연 : 어른 세경 (46세, 여) 역 - 헬리콥터 맘, 딸의 성공을 통해 자신의 상처와 실패를 보상받고 싶은 헬리콥터 맘. 비바 할아버지의 양딸. 최현과 하영의 친딸. 은유의 엄마.
- 박호산 : 최현 (40대, 남) 역 - 중고악기점 백야뮤직의 사장님, 록밴드 '백야'의 기타리스트. '첫사랑 기억 조작단'의 1호팬. 세경의 친아버지. (특별 출연, 5회 ~ 6회, 15회 ~ 16회)
- 우제연 : 온지환 (23세, 남) 역 - 명문대 의대생, 명세대 의대 본과 2학년에 재학 중, 밴드 '골든메스'의 보컬 겸 기타리스트. 세경의 전 남편이자 은유의 아버지.

### 진성악기 사람들
- 김태우 : 윤건형 (49세, 남) 역 - 청아의 아버지, 종합 악기제조회사 (주) 진성악기 회장. 임지미의 전 남편.
- 김주령 : 임지미 (44세, 여) 역 - 청아의 계모, 야망의 화신. 처세의 달인. 미친 연기력의 소유자. 주엽과 상아의 어머니. 건형의 전 아내. 서원예고 재단 이사장.
- 권도형 : 윤주엽 (23세, 남) 역 - 청아의 의붓오빠, 임지미의 아들. 상아의 친오빠. 건형의 의붓아들.
- 이수민 : 윤상아 (18세, 여) 역 - 청아의 의붓여동생, 임지미의 딸. 주엽의 여동생. 건형의 의붓딸. 서원예고 미술과 학생.

### 그 외 인물들
- 구준회 : 구준형 (20대, 남) 역 - 스파인9 메인보컬, 허당처럼 보이는 제갈량. 쌈마이처럼 보이는 니마이. (특별 출연, 2회, 16회)
- 연오 : 정지오 (20대, 남) 역 - 스파인9 베이시스트, 중재자이자 현실파 베이시스트.
- 한민 : 배수탁 (20대, 남) 역 - 스파인9 드러머, 다혈질의 독고다이 드러머.
- 김준형 : 윤동진 (20대, 남) 역 - 춘천교대 전설의 기타리스트, 천재 기타리스트. (특별 출연, 2회 ~ 3회, 10회)

### 특별 출연
- 김미화 : 병호의 어머니 역 (1회 ~ 2회)
- 허정민 : 카페 점장 역 (1회)
- 윤도현 : 어른 윤동진 역 (2회, 10회 ~ 11회)
- 김준형 : 윤동진 역 (2회 ~3회, 10회)
- 오현경 : 신하영 역 (†) - 세경의 친어머니 (4회 ~ 5회)
- 전현서 : 청아 친모 역 (6회)
- 김해준 : 떡볶이집 DJ 최준 (7회)
- 류진 : 성인 온지환 역 - 은유 부 (7회, 12회)
- 우정원 : 성인 윤상아 역 (7회, 9회)
- 박한솔 (10회)
- 김형범: 성인 오마주 역 (2회)
- 정용주 : 정도진 역 (11회, 14회 ~ 15회)
- 정규수 (13회)
- 이소희 (13회)
- 강이석 (13회)

### 우정 출연
- 류수영 : 성인 이시국 역 (16회)
- 송창의 : 성인 강현율 역 (16회)
- 진태현 : 성인 노세범 역 (16회)

## 시청률
최저 시청률과 최고 시청률은 시청률 조사회사와 지역별로 시청률에 차이가 있을 수 있습니다.
| 2023년 | 2023년    | 2023년         | 2023년       | 2023년 |
| 회차   | 방송일    | 닐슨 시청률    | 닐슨 시청률  |        |
| 회차   | 방송일    | 대한민국(전국) | 수도권(서울) |        |
| ------ | --------- | -------------- | ------------ | ------ |
| 제1회  | 9월 25일  | 3.144%         | 3.503%       |        |
| 제2회  | 9월 26일  | 3.311%         | 3.387%       |        |
| 제3회  | 10월 2일  | 3.441%         | 3.726%       |        |
| 제4회  | 10월 3일  | 4.688%         | 4.805%       |        |
| 제5회  | 10월 9일  | 3.689%         | 4.393%       |        |
| 제6회  | 10월 10일 | 3.580%         | 3.570%       |        |
| 제7회  | 10월 16일 | 3.551%         | 4.042%       |        |
| 제8회  | 10월 17일 | 3.089%         | 2.922%       |        |
| 제9회  | 10월 23일 | 3.718%         | 4.380%       |        |
| 제10회 | 10월 24일 | 3.512%         | 3.738%       |        |
| 제11회 | 10월 30일 | 3.264%         | 3.569%       |        |
| 제12회 | 10월 31일 | 3.790%         | 4.236%       |        |
| 제13회 | 11월 6일  | 3.689%         | 4.176%       |        |
| 제14회 | 11월 7일  | 3.593%         | 3.536%       |        |
| 제15회 | 11월 13일 | 3.494%         | 3.802%       |        |
| 제16회 | 11월 14일 | 4.460%         | 4.458%       |        |

## 같이 보기
- 대한민국의 텔레비전 드라마 목록 (ㅂ)
- 2023년 대한민국의 텔레비전 드라마 목록